# Яломица
Яломица (на румънски: Râul Ialomiţa; на латински: Helibacia) е река в Румъния (окръзи Дъмбовица, Прахова, Илфов и Яломица), ляв приток на Дунав. Дължина 414 km. Площ на водосборния басейн 8900 km².
Река Яломица води началото си на 2004 m н.в., от южното подножие на връх Ом (2507 m), в планината Бучеджи (част от Южните Карпати), в северната част на окръг Дъмбовица (Южна Румъния). В горното си течение, до град Пучиоаса тече в много дълбока и тясна, на места каньоновидна (в отделни участъци ширина до 20 m) долина и бурно течение. След това излиза от планините и в района на град Търговище пресича хълмисти райони, като постепенно завива на югоизток, долината ѝ значително се разширява и изплитнява, а течението се успокоява. На около 30 km югоизточно от Търговище завива на изток, излиза от хълмистите територии и до устието си преминава през източната част на обширната Долнодунавска равнина. Тук долината ѝ става много широка, течението бавно и мудно, разделя се на ръкави и силно меандрира. Влива се отляво в река Дунав, при нейния 231 km, на 5 m н.в., на 6 km западно от град Хърсово, разположен на десния бряг на Дунав.
На юг, югозапад, запад и север водосборният басейн на Яломица граничи с водосборните басейни на реките Мостищя, Арджеш, Олт и други по-малки, леви притоци на Дунав, а на север – с водосборните басейни на реките Сирет и Келмецуй (леви притоци на Дунав). В тези си граници площта на водосборния басейн на реката възлиза на 8900 km² (1,09% от водосборния басейн на Дунав). Основните и притоци са леви: Провица (80 km, 579 km²), Прахова (193 km, 3738 km²) и Серата (72 km, 1290 km²).
Река Яломица има смесено подхранване, с преобладаване на снежно-дъждовното. Пълноводието ѝ е през пролетта, а маловодието е през зимата. Често явление през лятото са внезапните епизодични прииждания в резултат на поройни дъждове във водосборния ѝ басейн, които в долното течение причиняват големи наводнения. Замръзва само в студени зими за 1,5 – 2,5 месеца, предимно в горното течение. Среден годишен отток в долното течение около 40 m³/sec.
В горното течение на Яломица е изградена каскада от 4 язовира (Болбочи, Скропоаса, Добрещи и Пучоаса), водите на които се използват за промишлено и битово водоснабдяване и получаване на електроенергия, а самите язивири регулират оттока на реката. В долното течение част от водите ѝ се използват за напояване.
По цялото си протежение долината ѝ е гъсто заселена, като най-големите селища са градовете: Пучиоаса и Търговище (окръг Дъмбовица); Урзичени, Слобозия и Цъндърей (окръг Яломица.